# لحن توصیف
Paradiastole (یونانی παραδιαστολή از παρά para " کنار"، و διαστολή diastole "تمایز")
پارا دیاستول نوعی حسن تعبیر است که شدت و لحن توصیف را اغلب در قالب طنز و طعن و با ظرافت ملایم تر می‌کند. و اهمیت اخلاقی چیزی را برجسته یا کاهش می‌دهد.

## مثال
«بی جاذبه» برای «زشت»؛ «محسوس» برای «شدید»؛ «غیر متمدن» برای «وحشی» و اغلب به صورت کنایه آمیز استفاده می‌شود.